# San Juan Logolava
San Juan Logolava är en ort i Mexiko.   Den ligger i kommunen Heroica Ciudad de Ejutla de Crespo och delstaten Oaxaca, i den sydöstra delen av landet, 400 km sydost om huvudstaden Mexico City. San Juan Logolava ligger 1 488 meter över havet och antalet invånare är 130.
Terrängen runt San Juan Logolava är kuperad västerut, men österut är den platt. Runt San Juan Logolava är det ganska glesbefolkat, med 42 invånare per kvadratkilometer. Närmaste större samhälle är Ayoquezco de Aldama, 3,8 km väster om San Juan Logolava. Omgivningarna runt San Juan Logolava är en mosaik av jordbruksmark och naturlig växtlighet.